# Keratoisis grayi
Keratoisis grayi är en korallart som först beskrevs av Wright 1869.  Keratoisis grayi ingår i släktet Keratoisis och familjen Isididae. Inga underarter finns listade i Catalogue of Life.